# Campionato mondiale di snooker 1934
Il Campionato mondiale di snooker 1934 è la ottava edizione di questo torneo che si è disputato dal 2 al 6 aprile 1934 presso la Lounge Hall di Nottingham e un'altra sede di gioco sconosciuta nella città di Kettering in Inghilterra.

## Sfida unica
| FINALE Lounge Hall, Nottingham, Inghilterra, Regno Unito, 2-6 aprile 1934 ARBITRO: ? | FINALE Lounge Hall, Nottingham, Inghilterra, Regno Unito, 2-6 aprile 1934 ARBITRO: ? | FINALE Lounge Hall, Nottingham, Inghilterra, Regno Unito, 2-6 aprile 1934 ARBITRO: ? |
| Joe Davis | 25 - 22                                                                              | Tom Newman                                                                           |
| --- | ------------------------------------------------------------------------------------ | ------------------------------------------------------------------------------------ |
| 2 APRILE: 1-0 1-1 2-1 2-2 2-3 2-4 2-5 3-5 4-5 5-5 (5-5) 3 APRILE: 5-6 5-7 6-7 6-8 7-8 7-9 8-9 9-9 10-9 11-9 (6-4) 4 APRILE: 12-9 12-10 12-11 13-11 13-12 13-13 13-14 14-14 15-14 16-14 (5-5) 5 APRILE: 16-15 17-15 18-15 19-15 19-16 19-17 20-17 20-18 21-18 22-18 (6-4) 6 APRILE: 23-18 24-18 24-19 24-20 24-21 24-22 25-22 (3-4) |                                                                                      |                                                                                      |
| MIGLIOR BREAK: 70 CENTURY BREAKS: 0 | [ 2 ] [ 3 ]                                                                          | MIGLIOR BREAK: ? CENTURY BREAKS: 0                                                   |
| Joe Davis vince il Campionato mondiale di snooker 1934 |                                                                                      |                                                                                      |